# Beta Tucanae

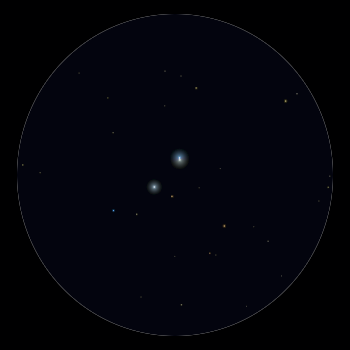
Beta Tucanae

Beta Tucanae (β Tuc) es un grupo de seis estrellas en la constelación de Tucana que parecen estar al menos débilmente vinculadas en un sistema estelar. Tres de estas estrellas son suficientemente luminosas para recibir denominaciones de Bayer: β1 Tucanae, β2 Tucanae y β3 Tucanae. Se encuentran a unos 140 años luz de la Tierra.

## β1Tucanae
β1 Tucanae o Beta Tucanae A (HD 2884 / HR 126 / SAO 248201), la más brillante del sistema con magnitud aparente +4,37, es una estrella de tipo espectral B9V. Con una temperatura de 10.990 K, es 40 veces más luminosa que el Sol. Su radio es 1,74 veces mayor que el radio solar y, con una velocidad de rotación de al menos 107 km/s, tarda menos de un día en completar un giro sobre sí misma. Tiene una masa de 2,5 masas solares y es una estrella extremadamente joven, en la llamada "edad cero", que está comenzando su andadura dentro de la secuencia principal.
A 2,5 segundos de arco existe una enana roja de magnitud 13,5, Beta Tucanae B, cuya separación real con Beta Tucanae A es de al menos 110 UA. Emplea 700 años como mínimo en completar una vuelta en torno a su compañera más masiva.

## β2Tucanae
β2 Tucanae (HD 2885 / HR 127 / SAO 248202) es una estrella binaria cuyas componentes (Beta Tucanae C y Beta Tucanae D) están separadas entre sí medio segundo de arco. Ambas son estrellas blancas de la secuencia principal de magnitudes +4,8 y +6,0, y tipos espectrales A2V y A7V respectivamente. Sus temperaturas respectivas son 9100 y 8000 K, y sus luminosidades 17 y 8 veces mayores que la luminosidad solar. Como cabría esperar son tan jóvenes como β1 Tucanae.
La separación media entre Beta Tucanae C y Beta Tucanae D es de 16,5 UA, pero la gran excentricidad de la órbita hace que la separación varíe entre 3,3 y 30 UA. Su período orbital es de 43,43 años.
Visualmente a 27 segundos de arco de β1 Tucanae, β2 Tucanae se encuentra a una distancia proyectada respecto a ella de 1160 UA, por lo que orbitaría con un período de al menos 155.000 años.

## β3Tucanae
β3 Tucanae (HD 3003 / HR 136 / SAO 248208) es igualmente una estrella binaria. Visualmente a 9 minutos de arco de β1 Tucanae y β2 Tucanae, la distancia real que la separa de éstas es de al menos 23.000 UA o 0,37 años luz, por lo que no está claro el grado de unión respecto a ellas. Sin embargo, el que compartan el mismo movimiento propio a través del espacio indica que existe cierto vínculo gravitatorio entre ellas.
El sistema lo componen dos estrellas blancas de la secuencia principal de tipo A0V y A2V. Con magnitudes +5,8 y +6,0, están separadas visualmente 0,1 segundos de arco, correspondiendo a una separación real de 4 UA.